# Jamaal Magloire
Jamaal Dane Magloire (ur. 21 maja 1978 w Toronto w Ontario) – kanadyjski zawodowy koszykarz występujący na pozycji środkowego, obecnie konsultant do spraw rozwoju koszykarskiego w klubie Toronto Raptors.
Karierę koszykarską rozpoczynał w 1996, kiedy to trafił na studia na uniwersytecie Kentucky. Na drugim roku studiów wraz z drużyną Wildcats wygrał mistrzostwa NCAA. Po czterech latach studiów, postanowił zgłosić się do draftu, w którym został wybrany z 19 numerem przez Charlotte Hornets. W 2004 brał udział w meczu gwiazd, który odbył się w Los Angeles. Rok później trafił do Milwaukee Bucks. W 2006 trafił do Portland Trail Blazers, a następnie do New Jersey Nets. W 2008 bronił barw Dallas Mavericks. 20 sierpnia 2008 roku podpisał kontrakt z Miami Heat. W sezonie 2010/11 wraz z zespołem z Miami dotarł do finału NBA, gdzie jednak przegrali z Dallas Mavericks. 9 grudnia 2011 Magloire podpisał roczny kontrakt z Toronto Raptors; został tym samym pierwszym zawodnikiem urodzonym w Kanadzie, który zagrał dla Raptors, jedynej kanadyjskiej drużynie w NBA. 18 września 2012 Magloire przedłużył kontrakt, jednak jeszcze przed rozpoczęciem sezonu 2012/13, 27 października został zwolniony przez Raptors.

## Osiągnięcia
NCAA
- Mistrz NCAA (1998)[14]
- Wicemistrz NCAA (1997)[14]

NBA
- Uczestnik meczu gwiazd NBA (2004)[15]
- Zawodnik:
  - miesiąca (kwiecień 2004)[16]
  - tygodnia (12.04.2004)[16]